# Taekwondo al XVIII Festival olimpico estivo della gioventù europea
Le competizioni di taekwondo al XVIII Festival olimpico estivo della gioventù europea si sono svolte dal 23 al 25 luglio 2025 a Kisela Voda, in Macedonia del Nord. 

## Podi

### Ragazzi
| Evento | Oro                | Argento           | Bronzo             |
| 48 kg  | Altuğ Gesge        | Armaan Dubar      | Mikita Belavyi     |
| 48 kg  | Altuğ Gesge        | Armaan Dubar      | Bernat Nadal       |
| 55 kg  | Aristeidis Psarros | Eliot Guardiola   | Abderrahman Touiar |
| 55 kg  | Aristeidis Psarros | Eliot Guardiola   | Christos Nitsos    |
| 63 kg  | Nusret Efe Çakır   | Uladzimir Shramuk | Stanislav Mitkov   |
| 63 kg  | Nusret Efe Çakır   | Uladzimir Shramuk | Nikola Kljajić     |
| 73 kg  | Buğra Coşgungönül  | Nika Gogoberidze  | Yunis Huseynov     |
| 73 kg  | Buğra Coşgungönül  | Nika Gogoberidze  | Nojus Jakelaitis   |
| +73 kg | Ivan Lysenko       | David Hulii       | Nino Šeremet       |
| +73 kg | Ivan Lysenko       | David Hulii       | Filip Krnjaić      |

### Ragazze
| Evento | Oro              | Argento           | Bronzo            |
| 44 kg  | Kamilah Salim    | Adriana Rodríguez | Damla Nur Yılmaz  |
| 44 kg  | Kamilah Salim    | Adriana Rodríguez | Talia Rubin       |
| 49 kg  | Violeta Diaz     | Zeynep Duru Kokoç | Maryia Strunets   |
| 49 kg  | Violeta Diaz     | Zeynep Duru Kokoç | Tina Ninic        |
| 55 kg  | Erika Karabeleva | Sıla Uzunçavdar   | Carla Sesar       |
| 55 kg  | Erika Karabeleva | Sıla Uzunçavdar   | Anna Frassica     |
| 63 kg  | Nina Zećirović   | Alisa Pavlenko    | Lucia Pezzolla    |
| 63 kg  | Nina Zećirović   | Alisa Pavlenko    | Fatima Mendy      |
| +63 kg | Nielle Vroegh    | Maja Srhoj        | Viktoriia Kuchyna |
| +63 kg | Nielle Vroegh    | Maja Srhoj        | Elif Naz Köseoğlu |

## Medagliere
Nazione ospitante 
| Posiz. | Nazione                     | Oro | Argento | Bronzo | Totale |
| ------ | --------------------------- | --- | ------- | ------ | ------ |
| 1      | Turchia                     | 3   | 2       | 2      | 7      |
| 2      | Spagna                      | 2   | 1       | 2      | 5      |
| 3      | Paesi Bassi                 | 1   | 1       | 0      | 2      |
| 4      | Serbia                      | 1   | 0       | 2      | 3      |
| 5      | Bulgaria                    | 1   | 0       | 1      | 2      |
| 6      | Grecia                      | 1   | 0       | 0      | 1      |
| 6      | Ungheria                    | 1   | 0       | 0      | 1      |
| 8      | Ucraina                     | 0   | 2       | 1      | 3      |
| -      | Atleti Individuali Neutrali | 0   | 1       | 2      | 3      |
| 9      | Croazia                     | 0   | 1       | 1      | 2      |
| 9      | Francia                     | 0   | 1       | 1      | 2      |
| 11     | Georgia                     | 0   | 1       | 0      | 1      |
| 12     | Italia                      | 0   | 0       | 3      | 3      |
| 13     | Azerbaigian                 | 0   | 0       | 1      | 1      |
| 13     | Bosnia ed Erzegovina        | 0   | 0       | 1      | 1      |
| 13     | Germania                    | 0   | 0       | 1      | 1      |
| 13     | Israele                     | 0   | 0       | 1      | 1      |
| 13     | Lituania                    | 0   | 0       | 1      | 1      |
| Totale | Totale                      | 10  | 10      | 20     | 40     |